# Empoascanara linnavuorii
Empoascanara linnavuorii är en insektsart som beskrevs av Irena Dworakowska 1972. Empoascanara linnavuorii ingår i släktet Empoascanara och familjen dvärgstritar. Inga underarter finns listade i Catalogue of Life.